# Dafina Zeqiri
Dafina Zeqiri, nota anche con lo pseudonimo di Duffy'e (Varberg, 14 aprile 1989), è una cantante svedese di etnia albanese kosovara.

## Biografia
Dafina Zeqiri è una cantante di origine Albanese nata a Varberg, in Svezia, ma è cresciuta a Malmö.
Sin da piccola le interessava la musica, all'età di 10 anni ha partecipato a un festival per bambini in Svezia con una canzone in inglese che aveva scritto lei stessa, all'età di 16 anni, è tornata in Kosovo, luogo di nascita dei genitori, dopodiché ha regalato agli ascoltatori hit dopo hit. 
È entrata a far parte delle TOP list delle emittenti televisive e radiofoniche locali. Con la sua voce , il fascino e l'aspetto scenico, Dafina è ora classificata tra le cantanti più amate e ricercate in Kosovo. DUFFY'E come viene identificata nella scena musicale, canta dall'età di 4 anni, mentre all'età di 7 anni faceva parte di vari cori in Svezia. Ha sviluppato ulteriormente il suo talento per la musica diplomandosi al liceo musicale, siccome sua madre era una cantante piuttosto famosa in quell'epoca in Kosovo.

## Premi vinti
- Nel 2007:

nel festival di Polifest, con la canzone "Rrallë e përmallë";
- Nel 2008:

nel festival di Polifest, con la canzone "Adios";
- Nel 2009:

nel programma televisivo "Op Labi Party (Viti i ri 2009) ha vinto un premio per essere stata la migliore cantante dell'anno 2009.
Un altro premio è "Best RnB", vinto in maggio nel programma "Top Fest 6" con la canzone "Dua që ta di".
Invece nel mese di Agosto, è stata chiamata "Femra Superstar 2009" (Ragazza Superstar 2009), nel sito kosovaro www.teksteshqip.com.
In settembre, ha partecipato ancora al festival di "Polifest" e ha vinto per la terza volta il titolo con la canzone "Amazing Girl"
- Nel 2011:

nel festival "Video Fest" Dafina Zeqiri ha vinto il premio Best RNB e Best Stayling

## Album
- Knock Down (2008)
- Just Me (2011)
- Re Ep (2017)
- Dafina Moj (2021)

## Singoli
Nel 2009:
- La vida loca, con Blero e F-Kay;
- Shumë nalt, con Capital-T e 2po2;
- Remix of Dua që ta di, con il noto DJ kosovaro Dj-Zap;
- Amazing Girl;
- Shumë larg.

Nel 2010:
- Rock this club;
- Edhe një, con F-Kay;
- Quni i mamës;
- Vibe, con 2po2 e Tuna;
- Po m'pëlqen, con Ledri (Skillz).

Nel 2011:
- My swag;
- D&G, con Geti (Tingulli i 3nt).
- Supernova
- Dangerously in love

Nel 2015:
- Te Ti

Nel 2018:
- FUEGO
- Kurgjo nuk Kallxojina

Nel 2019:
- Ring Ring
- Bye Bye
- Lule Lule
- La Reina
- Vuj Vuj Vuj

Nel 2020:
- Duro
- Zili Zili
- A Je Pendu
- Aman
- Merri Krejt
- Million $

Nel 2021:
- Pa ty
- Llafe Llafe
- Japa
- Duro

Nel 2022:
- Dashni
- Dhimbje Dhimbje
- Luje Belin
- Malli
- Love of Mine